# Vardan Bakalyan
Vardan Bakalyan (Erevan, 4 aprile 1995) è un ex calciatore armeno, di ruolo attaccante.

## Carriera
Ha giocato nella massima serie armena.